# Giōrgos Papadakos
Giōrgos Iōannīs Papadakos, conosciuto anche come George Papadakos (in greco Γιώγος Ιωάννης Παπαδάκος?; Toronto, 27 agosto 1965), è un ex cestista canadese naturalizzato greco.

## Carriera
Con la Grecia ha disputato i Campionati europei del 1991.

## Palmarès
- Campionato greco: 4

Olympiakos: 1992-93, 1993-94, 1994-95, 1995-96
- Coppa di Grecia: 1

Olympiakos: 1993-94